# سنبل چشمه
سنبل چشمه ابوتراب آباد ، روستایی از توابع بخش مرکزی شهرستان سمیرم در استان اصفهان ایران است.

## جمعیت
این روستا در دهستان وردشت قرار دارد و در سال ۱۳۴۲ توسط ابوتراب پیرمرادیان آباد گردید و به روستا ثبت شد و بر اساس سرشماری مرکز آمار ایران در سال ۱۳۸۵، جمعیت آن ۱۰۷ نفر (۲۴ خانوار) بوده‌است.